# 말라가도
말라가도(스페인어: Málaga)는 스페인 남부 연안에 위치한 안달루시아주의 도로 도청 소재지는 말라가이다. 카디스도, 세비야도, 코르도바도, 그라나다도와 경계를 접하고 있으며 남쪽으로는 지중해와 인접해 있다. 인구는 1,593,068명(2009년 기준)이며 면적은 7,308km2이다.